# Mai Kiều Liên
Mai Kiều Liên (sinh ngày 1 tháng 9 năm 1953) là một nữ doanh nhân người Việt Nam. Từng là Ủy viên Ban Chấp hành Trung ương Đảng Cộng sản Việt Nam khoá VIII, bà được biết đến với vai trò Tổng giám đốc của Vinamilk.

## Tiểu sử
- Mai Kiều Liên sinh ngày 1 tháng 9 năm 1953 tại Paris, Pháp; nguyên quán: Vị Thanh, Hậu Giang, là người dân tộc Kinh. Cha của bà là bác sĩ Mai Văn Thông (1928–2013), mẹ là Nguyễn Kim Tòng[2]. Cha mẹ đều là bác sĩ nặng lòng yêu quê hương nên đã vui vẻ chấp nhận mọi gian nan khi đưa cả gia đình trở về Việt Nam năm 1957.
- Mai Kiều Liên học tại trường Trưng Vương-Hà Nội, vào những năm chiến tranh khốc liệt phải sơ tán về nông thôn, học giữa bãi sông Hồng.
- 1976: tốt nghiệp Đại học từ năm 1976 về chế biến thịt và sữa tại Mátxcơva - Liên Xô.[3]
- 8/1976 – 8/1980: Kỹ sư phụ trách Khối sản xuất sữa đặc và sữa chua Nhà máy sữa Trường Thọ, Công ty Sữa – Cà phê Miền Nam (tiền thân của Công ty Sữa Việt Nam).
- 8/1980 – 2/1982: Kỹ sư Công nghệ Phòng Kỹ thuật Xí nghiệp Liên hợp Sữa Cà phê Bánh kẹo 1.
- 2/1982 – 9/1983: Trợ lý Giám đốc, Phó Giám đốc Kỹ thuật Nhà máy Sữa Thống Nhất, Xí nghiệp Liên hợp Sữa Cà phê Bánh kẹo 1.
- 9/1983 – 6/1984, bà đi học Quản lý Kinh tế tại Đại học Kinh tế Lêningrát - Liên Xô.
- 7/1984 – 11/1992: Phó Tổng Giám đốc Vinamilk, phụ trách lĩnh vực kinh tế.
- 12/1992 – nay: Tổng Giám đốc Công ty Cổ phần Sữa Việt Nam (Vinamilk).
- 1996 – 2001: Ủy viên Ban Chấp hành Trung ương Đảng Cộng sản Việt Nam khoá VIII [4]
- 11/2003 – 7/2015: Kiêm nhiệm Chủ tịch Hội đồng Quản trị Công ty Cổ phần Sữa Việt Nam (Vinamilk).[5][6]
- 2020-2024: Chủ tịch HĐQT Công ty cổ phần GTNfoods

## Trình độ chuyên môn
- Chứng chỉ Quản lý Kinh tế, Đại học Kỹ sư Kinh tế Leningrad, Nga.
- Chứng chỉ Quản lý chính trị, Học viện Chính trị Quốc gia, Việt Nam.
- Kỹ sư về chế biến thịt và sữa, Đại học Moscow, Liên Xô.
- Chứng chỉ đào tạo về Quản trị Công ty.

## Danh hiệu
- Anh hùng Lao động Thời Kỳ Đổi Mới (năm 2005).
- Huân chương Độc lập hạng Ba (năm 2022).
- Huân chương Lao động hạng Nhất (năm 2006).
- Huân chương Lao động hạng Nhì (năm 2001).
- 50 nữ doanh nhân quyền lực nhất châu Á,do Forbes Asia bình chọn bốn năm liên tiếp từ 2012.
- 50 Phụ nữ Ảnh hưởng nhất Việt Nam năm 2017 (Forbes Vietnam[7]).

## Gia đình
Chồng bà là Nguyễn Hiệp, công tác tại Viện Khoa học và Công nghệ Việt Nam.